# 德米特里·胡别佐夫
德米特里·阿纳托利耶维奇·胡别佐夫（羅馬化：Dmitriy Anatol'yevich Khubezov；1971年12月20日—）是俄罗斯政治人物，第八届国家杜马代表。1995年，他获得医学全博士学位。
1995年从梁赞国立医科大学毕业后，胡别佐夫开始在地区临床医院工作。2017年，他被任命为医院院长。2020年，他当选第七届梁赞州杜马代表。2021年9月起，他担任第八届国家杜马代表。2021年10月，他被任命为国家杜马健康保护委员会主席，任期至2023年5月31日。

## 制裁
胡别佐夫于2022年因俄乌战争而受到英国政府制裁。